# Paray-Vieille-Poste
Paray-Vieille-Poste ist eine französische Stadt mit 7956 Einwohnern (Stand 1. Januar 2022) im Département Essonne in der Region Île-de-France.

## Geographie
Paray-Vieille-Poste liegt im Norden des Département Essonne und gehört zum Großraum Paris.
Die Stadt liegt an der alten Straße von Paris nach Fontainebleau. Im Norden der Stadt liegt der Flughafen Paris-Orly.

### Nachbargemeinden
Umgeben ist Paray-Vieille-Poste von den Nachbargemeinden Rungis, Orly, Villeneuve-le-Roi, Athis-Mons, Savigny-sur-Orge, Morangis und Wissous.

## Geschichte
Der Ort wurde als Eigentum der Abteien von Saint-Germain-des-Prés und von Sainte-Geneviève erstmals 1195 erwähnt. 
Im 17. Jahrhundert gab es hier eine Poststation, da die Stadt auf dem Weg von Paris nach Fontainebleau lag. 1859 wurde aus der Auberge de la Vieille-Poste ein Bauernhof. Die Gemeinde Paray wurde 1793 gegründet, erst 1923 erhielt die den Beinamen Vielle-Poste (dt. Alte Post).

### Bevölkerungsentwicklung
| Jahr     | 1962 | 1968 | 1975 | 1982 | 1990 | 1999 | 2007 | 2020 |
| -------- | ---- | ---- | ---- | ---- | ---- | ---- | ---- | ---- |
| Bewohner | 6202 | 7395 | 7670 | 7122 | 7214 | 7188 | 7179 | 7823 |

## Politik

### Partnergemeinden
- Kruft in Rheinland-Pfalz, Deutschland, seit 1967; vom 21. bis 23. September 2012 wurde die 45-Jahr-Feier der Partnerschaft begangen.
- Péruwelz in Wallonien, Belgien, seit 1986

### Wappen
| | Blasonierung: „Unter roten Schildhaupt, darin ein goldenes (gelbes) Hifthorn an schwarzem Band, geteilt von Blau und Gold (Gelb), vorne ein schwarzes Schildchen, darin drei silberne (weiße) Kugeln (2:1), begleitet von drei (2:1) goldenen (gelben) heraldischen Lilien, hinten ein roter Schrägbalken, darin drei silberne (weiße) liegende Halbmonde.“ – Beim großen Stadtwappen zusätzlich: „Auf dem Schildrand eine gewölbte goldene (gelbe), schwarz gefugte, gezinnte Mauerkrone mit drei Tortürmen mit schwarzen Portalen, vorne, mittig und hinten, alles eingerahmt von zwei natürlichen Eichenlaubzweigen.“ |
| Wappenbegründung: Das Hifthorn symbolisiert ein Posthorn zur Ankündigung der Postkutschen, vor allem im 19. Jahrhundert, die vordere Teilung stellt das Wappen der Abtei Saint-Germain-des-Prés dar, deren Eigentum der Ort ab dem 12. Jahrhundert war, die hintere das Wappen von Noël de Jourda, Graf von Vaux und Marschall von Frankreich 1783, dessen Familie etwa seit dem 16. Jahrhundert in Paray herrschte. | |

## Verkehr
Durch Paray-Vieille-Poste führt die Route nationale N7, die hier Avenue François Mitterrand heißt. Wenige Kilometer westlich verläuft die Autoroute A6. Die Stadt grenzt im Norden an den Flughafen Paris-Orly. Es verkehren hier Buslinien der Stadtwerke von Athis, der RATP, und die Pariser Nachtbusse.

## Sehenswürdigkeiten
Siehe: Liste der Monuments historiques in Paray-Vieille-Poste